# Надводная часть айсберга
«Надводная часть айсберга» — мультфильм из серии «Подводные береты». Позднее вошёл в состав полнометражного мультфильма «Подводные береты».

## Сюжет
Тристан, Генри, Павлова и Сидоров охраняют танкеры СССР и США от террористов. Тем временем из огромного айсберга, который буксирное судно направляет в порт города, вылезают оттаявшие хищные птеродактили. Тристан, Генри и Павлова уничтожают их. Однако ещё несколько птеродактилей остаются в подводной части айсберга. Люди по недоразумению не дают дельфинам доделать операцию. Ничего не подозревающий экипаж буксирного судна доставляет в порт города айсберг, на верхушке которого виднеются оттаявшие птеродактили.

## Создатели
| Автор сценария            | Эдуард Успенский                                                                                               |
| Кинорежиссёр              | Александр Горленко                                                                                             |
| Художники-постановщики    | Сергей Тюнин, Юрий Батанин                                                                                     |
| Кинооператор              | Кабул Расулов                                                                                                  |
| Звукооператор             | Сергей Карпов                                                                                                  |
| Художники-мультипликаторы | Владимир Вышегородцев, Александр Панов, Галина Зеброва, Дмитрий Куликов, Иосиф Куроян, Фёдор Елдинов           |
| Художники                 | Н. Михайлова, О. Гришанина, Т. Ситникова, Ирина Собянина                                                       |
| Роли озвучивали           | Татьяна Догилева, Евгений Стеблов, Семён Фарада, Николай Граббе, Лев Шабарин, Владимир Прохоров, Борис Быстров |
| Ассистент режиссёра       | Т. Герасименко                                                                                                 |
| Монтажёр                  | Елена Белявская                                                                                                |
| Редактор                  | Елена Никиткина                                                                                                |
| Директор съёмочной группы | Нина Сучкова                                                                                                   |
| Продюсеры                 | Андрей Разумовский, Юрий Романенко, Игорь Маркозьян                                                            |

## Музыка
В фильме звучит музыка Эдуарда Артемьева из фильма «Сталкер» и музыка Тодда Хайена из первой серии мультфильма «Счастливый старт».
В альтернативных версиях звучит музыка Эдуарда Артемьева из кинофильма «Странная история доктора Джекила и мистера Хайда» и телесериалов: «ТАСС уполномочен заявить...» и «Визит к Минотавру».

## О мультфильме
В конце 80-х начались перемены — в стране, в кино и на «Союзмультфильме». Владимир Тарасов пытался вписаться в новую реальность, работая над амбициозным и новым для того времени проектом — совместной постановкой сериала в жанре «экшн» о приключениях спецназовцев-дельфинов с американской и советской военных баз. Это были первые фильмы не о военном противостоянии, а о солдатском братстве русских и американских «беретов». Как и многие другие попытки советской мультипликации вписаться в рыночную ситуацию на рубеже десятилетий, проект продолжения не имел. Хотя четыре серии «Счастливого старта» (1989—1990) и сделанный на их основе полнометражный фильм «Подводные береты» (1991) на экраны вышли и изредка появляются на телеканалах…— Наталия Венжер